# أيدا ألفاريز
أيدا ألفاريز (بالإنجليزية: Aída Álvarez) هي صحفية أمريكية، ولدت في 1950 في Aguadilla, Puerto Rico ‏ في الولايات المتحدة.

## وصلات خارجية
- أيدا ألفاريز على موقع إن إن دي بي (الإنجليزية)